# Brikama (LGA)
Brikama é uma das oito Áreas de Governo Local, na Gâmbia. Coincide com a divisão de Western. A capital é a cidade de Brikama.

É a Área de Governo Local da Gâmbia com maior população do país (37,2%) .